# Daniel Bingert
Daniel Bingert, född 5 augusti 1970, är en svensk jazzmusiker, multiinstrumentalist och kompositör från Stockholm. Han är verksam som basist och har deltagit i inspelningar och turnéer med bland andra Lars Demian, Frida Hyvönen, Oscar Danielson, Jari Haapalainen och Lina Langendorf, den senare känd från Sveriges Radio P2s Kalejdoskop.

## Karriär
Bingert har varit aktiv inom den svenska musikscenen sedan mitten av 1980-talet. År 2020 solodebuterade han med albumet Berit In Space, vilket etablerade honom som kompositör inom svensk modaljazz och hardbop. Albumet uppmärksammades både i svensk och internationell press, däribland Dagens Nyheter 
och The New York City Jazz Record, där det listades bland årets bästa jazzskivor.
År 2023 släpptes uppföljaren Ariba, där Bingert kombinerar jämtländska folkmusiktoner med uruguayansk jazz. Albumet framförs av septetten Kind of Blågul, där Bingert är kompositör, arrangör, dirigent och spelar Moogsynt. Gruppen består av:
- Daniel Bingert – kompositör, arrangör, dirigent, Moogsynt
- Karl Olanderson – trumpet
- Per "Texas" Johansson – tenorsaxofon, basklarinett
- Jonas Kullhammar – altsaxofon
- Charlie Malmberg – piano, barytonsaxofon
- Torbjörn Zetterberg – bas
- Moussa Fadera – trummor

Även Ariba har fått positiv kritik i såväl svensk som internationell press. 
Utöver musikkarriären är Bingert verksam som skådespelare och scenmusiker, bland annat vid Stockholms stadsteater.

## Diskografi (urval)
- 2023 – Ariba (Moserobie)
- 2022 – Berit In Space Live (Mucho Mucho Music)
- 2022 – Latin Lover Big Band
- 2020 – Berit In Space (Moserobie)
- 1997 – Hector & Daniel Bingert present Latin Lover Big Band (Arietta)

## Medlemskap i grupper
- Dynamike (9)
- Fathers of Five
- Jari Haapalainen Trio
- Latin Lover Big Band
- Lena & Daniel
- Langendorf United